# Tulușka, Konotop
Tulușka (în ucraineană Тулушка) este un sat în comuna Popivka din raionul Konotop, regiunea Sumî, Ucraina.

## Demografie
Componența lingvistică a localității Tulușka
     Ucraineană (97,04%)
     Rusă (2,77%)
     Alte limbi (0,18%)
Conform recensământului din 2001, majoritatea populației localității Tulușka era vorbitoare de ucraineană (97,04%), existând în minoritate și vorbitori de rusă (2,77%).